# Aadhavan
Pour plus de détails, voir Fiche technique et Distribution.
Aadhavan (tamoul : ஆதவன்) est un film indien en langue tamoule, réalisé par K. S. Ravikumar, sorti en 2009. 
Ce thriller d'action écrit par Ramesh Khanna fut le dernier film de l'acteur Murali avant sa mort en août 2009. La musique est composée par Harris Jayaraj. Le film, simultanément doublé en télougou, est sorti le 17 octobre 2009 pendant Divālī. 

## Synopsis
Surya se joint en tant que servant dans un manoir appartenant à la femme riche Saroja Devi qui a quatre fils. Nayantara est la fille du fils aîné. Surya qui entre dans la maison pour se venger tombe amoureuse de Nayantara et les événements par la suite forment le film.

## Fiche technique
- Réalisation   : K. S. Ravikumar
- Production    :  Udhayanidhi Stalin
- Musique       :  Harris Jayaraj
- Image   : R. Ganesh
- Montage : Don Max
- Budget        :$4.6 million[1]
- Distributeur    : Red Giant Movies, Ayngaran International  (UK)FiveStar (Malaysie)[2]

## Distribution
- Surya Sivakumar : Aadhavan / Madhavan
- Nayantara : Tara
- Anand Babu : Tharani
- Vadivelu : Banerjee (Baner Kuppen)
- Ramesh Khanna : Ilayaman
- Murali : Justice Subramaniam
- B. Saroja Devi : Justice Subramaniam's mother
- Sayaji Shinde : Ibrahim Rowther
- Rahul Dev : Abdul Kulkarni
- Sathyan : Murugan
- Anu Haasan : Anu
- Riyaz Khan : Police ACP Ravikumar